# Patric Knowles
Patric Knowles (* 11. November 1911 in Horsforth, Yorkshire als Reginald Lawrence Knowles; † 23. Dezember 1995 in Woodland Hills, Kalifornien) war ein britischer Schauspieler, der unter anderem als Nebendarsteller von Errol Flynn in mehreren Filmen bekannt wurde.

## Leben
Der Sohn eines Verlegers arbeitete zunächst im Betrieb seines Vaters, bevor er aufgrund seines guten Aussehens kleinere Rollen auf der Bühne und beim Film erhielt. Seine Titelrolle als Student von Heidelberg in Großbritannien brachte ihm die Aufmerksamkeit der Warner-Studios in Hollywood ein, die ihn sogleich unter Vertrag nahmen und ihm als Sohn eines britischen Lords in Der Erbe des Hauses Farrington eine erste Hauptrolle gaben. Seinen Durchbruch erlangte Knowles jedoch als Bruder von Errol Flynn im Abenteuerfilm Der Verrat des Surat Khan. In den nächsten Jahren erfolgten mehrere Filme an Flynns Seite, etwa Robin Hood – König der Vagabunden, wo Knowles Robin Hoods Freund Will Scarlet verkörperte. Obwohl es ihm mehrfach – unter anderem in und Liebe zu viert – gelang, am Ende seinem Rivalen Flynn die Braut auszuspannen, blieb er als Filmschauspieler in dessen Schatten.
1939 beendete er seine Zusammenarbeit mit Warner Brothers und arbeitete fortan als freier Schauspieler ohne einen Studiovertrag, was zu dieser Zeit ungewöhnlich in Hollywood war und dafür sorgte, dass Knowles kaum gute Rollen bekam. Weil er nur unregelmäßig in Filmen spielte, arbeitete er auch häufig am Theater. Er kämpfte im Zweiten Weltkrieg als Instrukteur. Der hochgewachsene Knowles, in der Filmkritik oft als „the poor man’s Errol Flynn“ bezeichnet, wurde aufgrund seiner aristokratischen Gesichtszüge, des distinguierten Schnauzbartes und seiner britischen Herkunft auf stereotype Rollen besetzt. Die Crux seiner schauspielerischen Karriere beschreibt ein Limerick aus den vierziger Jahren:
| „How pleasant to know Patric Knowles Who is the kindest of souls But being handsome and a British swell Nobody expects him to act very well Which is why he never gets good roles.“ | „Wie schön ist es Patric Knowles zu kennen der die freundlichste aller Seelen hat Er ist sehr attraktiv und ein famoser Brite aber daher erwartet niemand von ihm ein guter Schauspieler zu sein das ist der Grund warum er nie gute Rollen bekommt.“ |

Neben Rollen als Gentleman spielte er auch einen Detektiv in der billigen Horrorfilm-Produktion The Strange Case of Dr. Rx und einen Bergarbeiter in John Fords Drama Schlagende Wetter. Er verkörperte gelegentlich auch negative Charaktere: Knowles spielte einen wahnsinnigen Wissenschaftler im Horror-Film Frankenstein trifft den Wolfsmenschen sowie einen flüchtigen und von Robert Mitchum verfolgten Dieb im Thriller Die rote Schlinge. Eine seiner besten Rollen hatte er als Ehemann von Claudette Colbert im Kriegsdrama Drei kehrten heim (1950). Ab den 1950er-Jahren übernahm Knowles auch Gastrollen im Fernsehen. In den 1960er-Jahren war er etwa unter der Regie von Andrew V. McLaglen in den Western Der Weg nach Westen und Chisum vor der Kamera. Eine seiner letzten Rollen war die des Lord Louis Mountbatten im Kriegsdrama Die Teufelsbrigade – abermals unter der Regie von McLaglen. Anfang der 1970er-Jahre ließ er seine Karriere nach rund 125 Film- und Fernsehauftritten endgültig ausklingen.
1960 erhielt Knowles einen Stern auf dem Hollywood Walk of Fame. Nach dem Ende seiner Schauspielkarriere gab sich Knowles anderen Beschäftigungen wie der Malerei hin. Er war auch Autor eines Romanes unter dem Titel Even Steven (1960) und schrieb 1990 eine Streitschrift namens Rebuttal for a Friend, in der er erklärte, dass Errol Flynn nie ein Nazispion gewesen sei, nachdem solche Gerüchte in den Jahrzehnten zuvor aufgekommen waren. Knowles starb am 23. Dezember 1995 im Alter von 84 Jahren in Woodland Hills nahe Los Angeles an einem Schlaganfall, wenige Monate nach der Diamantenhochzeit mit seiner Frau Enid. Sie hatten zwei Kinder.

## Filmografie (Auswahl)
- 1932: Men of Tomorrow
- 1935: The Student’s Romance
- 1935: Der rote Sultan (Abdul the Damned)
- 1936: Der Verrat des Surat Khan (The Charge of the Light Brigade)
- 1936: Der Erbe des Hauses Farrington (Give Me Your Heart)
- 1937: It’s Love I’m After
- 1937: Expensive Husbands
- 1938: Storm Over Bengal
- 1938: Liebe zu viert (Four’s a Crowd)
- 1938: Robin Hood – König der Vagabunden (The Adventures of Robin Hood)
- 1938: Drei Schwestern aus Montana (The Sisters)
- 1938: Überfall auf die Arctic Queen (Heart of the North)
- 1939: Dünner Mann, 3. Fall (Another Thin Man)
- 1940: Married and in Love
- 1940: Women in War
- 1941: So grün war mein Tal (How Green Was My Valley)
- 1941: Der Wolfsmensch (The Wolf Man)
- 1942: The Strange Case of Doctor Rx
- 1943: Auf ewig und drei Tage (Forever and a Day)
- 1943: Frankenstein trifft den Wolfsmenschen (Frankenstein Meets the Wolf Man)
- 1943: Abbott und Costello auf Glatteis (Hit the Ice)
- 1945: Eine Lady mit Vergangenheit (Kitty)
- 1946: Of Human Bondage
- 1946: Mit Pinsel und Degen (Monsieur Beaucaire)
- 1947: Ivy
- 1947: Mädchen für Hollywood (Variety Girl) (Cameo)
- 1949: Die rote Schlinge (The Big Steal)
- 1950: Drei kehrten heim (Three Came Home)
- 1952: Meuterei auf dem Piratenschiff (Mutiny)
- 1952: Tarzan, der Verteidiger des Dschungels (Tarzan’s Savage Fury)
- 1953: Der rote Dolch (Flame of Calcutta)
- 1954: Menschenraub in Singapur (World for Ransom)
- 1957/1960: Maverick (Fernsehserie, 2 Folgen)
- 1957: Hamisch, der Sklavenhändler (Band of Angels)
- 1958: Von der Erde zum Mond (From the Earth to the Moon)
- 1958: Die tolle Tante (Auntie Mame)
- 1960/1962: Hawaiian Eye (Fernsehserie, 2 Folgen)
- 1964: Rauchende Colts (Fernsehserie, 1 Folge)
- 1967: Der Weg nach Westen (The Way West)
- 1968: Die Teufelsbrigade (The Devil’s Brigade)
- 1970: Chisum
- 1972: The Man
- 1973: Der Bucklige vom Horrorkabinett (The Terror of the Wax Museum)